# Metopius michaelseni
Metopius michaelseni là một loài tò vò trong họ Ichneumonidae.